# Robert Ford (General)
Sir Robert Cyril Ford, GCB, CBE (* 29. Dezember 1923 in Yealmpton, Devon, England; † 24. November 2015 in Dorset, England) war ein britischer Offizier und zuletzt General der British Army, der unter anderem zwischen 1973 und 1976 Kommandant der Royal Military Academy Sandhurst, von 1976 bis 1978 Militärsekretär (Military Secretary) sowie zwischen 1978 und 1981 Generaladjutant des Heeres (Adjutant-General to the Forces) war. Nach seinem Eintritt in den Ruhestand engagierte er sich zwischen 1981 und 1993 als Mitglied der Kommission der Kriegsgräberkommission des Commonwealth of Nations (Commonwealth War Graves Commission), deren Vize-Vorsitzender er von 1989 bis 1993 war. Er fungierte zudem von 1983 bis 1987 als Gouverneur des Royal Hospital Chelsea, ein Altersheim für ausgediente und kriegsinvalide Soldaten der British Army in London.

## Leben

### Ausbildung und Verwendungen als Offizier, Zweiter Weltkrieg und Nordirlandkonflikt

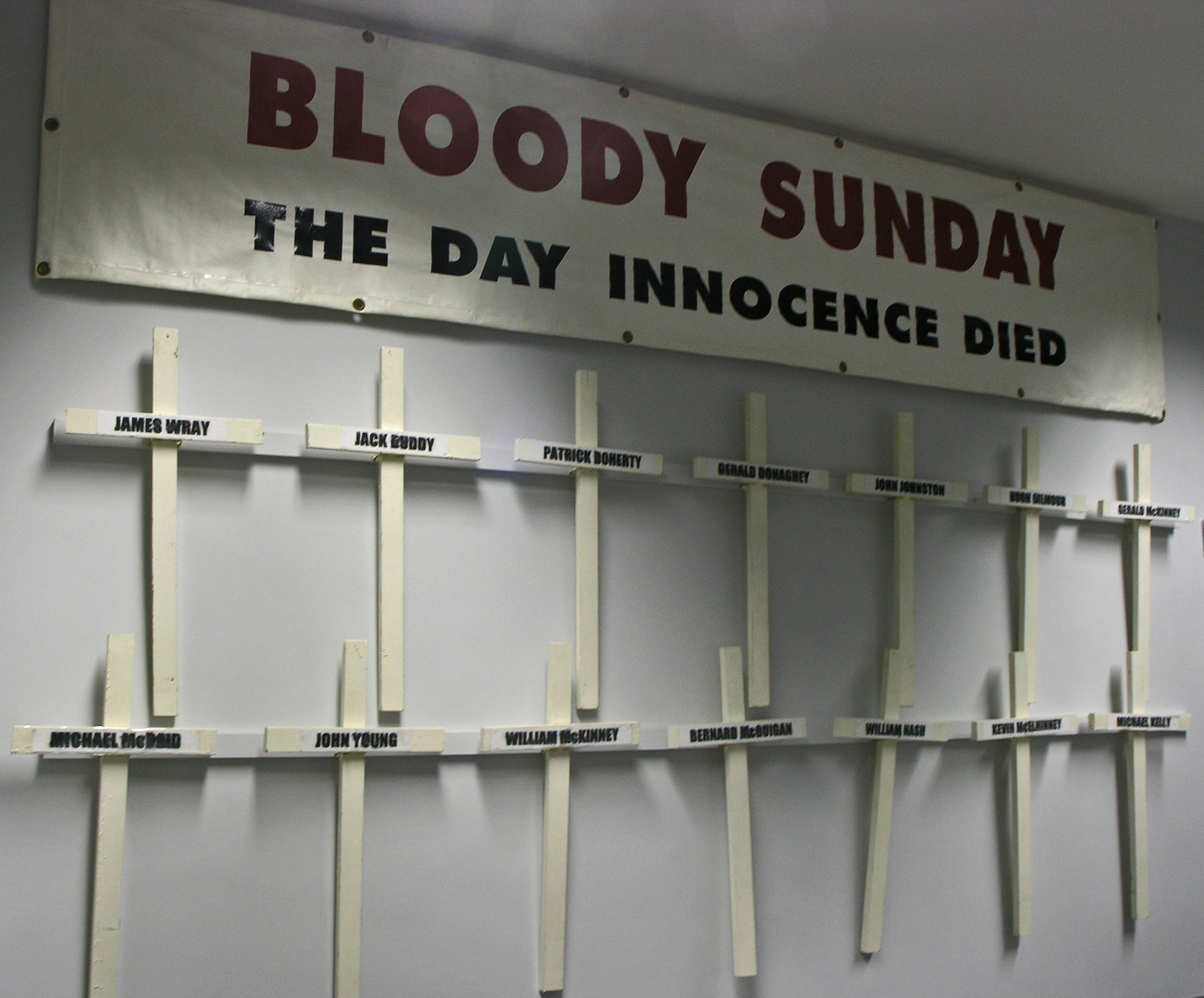
Während seiner Dienstzeit als Kommandeur der Landstreitkräfte in Nordirlandkam es zum sogenannten „Blutsonntag“ (Bloody Sunday), ein Massaker an unbewaffneten Zivilisten am 30. Januar 1972 in Nordirland.

Robert Cyril Ford, Sohn von John Stranger Ford und dessen Ehefrau Gladys Gertrude Ford, begann nach dem Besuch des Musgrave’s College als Gentleman Cadet eine Offiziersausbildung und wurde aufgrund des Zweiten Weltkrieges im Rahmen einer Emergency Commission vorzeitig am 26. Juni 1943 als Leutnant (Second Lieutenant) in das Königliche Panzerkorps (Royal Armoured Corps) in die British Army übernommen. Er nahm an zahlreichen Einsätzen teil und wurde für seine militärischen Verdienste und Tapferkeit bei Kampfhandlungen in Nordwesteuropa im Kriegsbericht erwähnt (Mentioned in dispatches). Am 7. Dezember 1946 wurde er mit Wirkung zum 29. Juni 1946 als Berufssoldat (Permanent Commission) im Range eines Leutnants in die British Army übernommen und am 1. Februar 1947 zum Oberleutnant (Lieutenant) befördert. Für seine Tapferkeit und seine herausragenden Leistungen im bisherigen Mandatsgebiet Palästina wurde er während der Kampfhandlungen im Palästinakrieg im Zeitraum vom 27. März bis zum 30. Juni 1948 abermals im Kriegsbericht erwähnt. Nachdem er zum Kavallerieregiment 4th/7th Royal Dragoon Guards gewechselt war, wurde er am 29. Dezember 1950 zum Hauptmann (Captain) sowie am 29. Dezember 1957 zum Major befördert. Für seine Verdienste wurde er am 12. Juni 1958 Mitglied des Order of the British Empire (MBE) und bekam am 1. Juli 1962 den Brevet-Rang eines Oberstleutnants (Brevet Lieutenant-Colonel) verliehen, ehe er am 4. Februar 1966 zum Oberstleutnant (Lieutenant-Colonel) befördert wurde.
Ford fungierte als Nachfolger von Oberstleutnant Michael C. Barraclough zwischen Februar 1966 und seiner Ablösung durch Oberstleutnant Nigel Bagnall November 1967 als Kommandeur der 4th/7th Royal Dragoon Guards. Nachdem er am 31. Dezember 1967 rückwirkend zum 30. Juni 1967 zum Brigadegeneral (Brigadier) befördert worden war, löste er im Dezember 1967 Brigadier Richard Worsley als Kommandeur der 7. Panzerbrigade (7th Armoured Brigade) ab. Er hatte dieses Kommando bis zu seiner Ablösung durch Brigadier Laurie Gingell im Dezember 1969 inne und fungierte im Anschluss zwischen Dezember 1969 und Juli 1971 als Erster Stabsoffizier (Principal Staff Officer) des damaligen Chefs des Verteidigungsstabes (Chief of the Defence Staff), Marshal of the Royal Air Force Samuel Charles Elworthy. Für seine Verdienste wurde er am 4. Juni 1971 zum Commander des Order of the British Empire (CBE) ernannt. Am 29. Juli 1971 wurde er bei gleichzeitiger Verleihung des kommissarischen Dienstgrades eines Generalmajors (Acting Major-General) während des Nordirlandkonfliktes Nachfolger von Generalmajor Anthony Farrar-Hockley Kommandeur der Landstreitkräfte in Nordirland (Commander, Land Forces, Northern Ireland) und behielt dieses Kommando bis zu seiner Ablösung durch Generalmajor Peter Leng am 9. April 1973. Er wurde am 29. August 1971 zum Generalmajor (Major-General) befördert. Während seiner dortigen Dienstzeit kam es zum sogenannten „Blutsonntag“ (Bloody Sunday), ein Massaker an unbewaffneten Zivilisten am 30. Januar 1972 in Nordirland. An diesem Sonntag schossen Fallschirmjäger der britischen Spezialeinheit Parachute Regiments in der nordirischen Stadt Derry bei einer ungenehmigten Demonstration für Bürgerrechte und gegen die britische Internierung von Katholiken auf mindestens 26 Demonstranten. 13 Demonstranten wurden erschossen, weitere 13 schwer verletzt. Das Ereignis führte zur Eskalation des Nordirlandkonflikts. Am 22. Mai 1973 wurde er zum Companion des Order of the Bath (CB) ernannt.

### Aufstieg zum General, Übernahme militärischer Funktionen und Ehrenämter

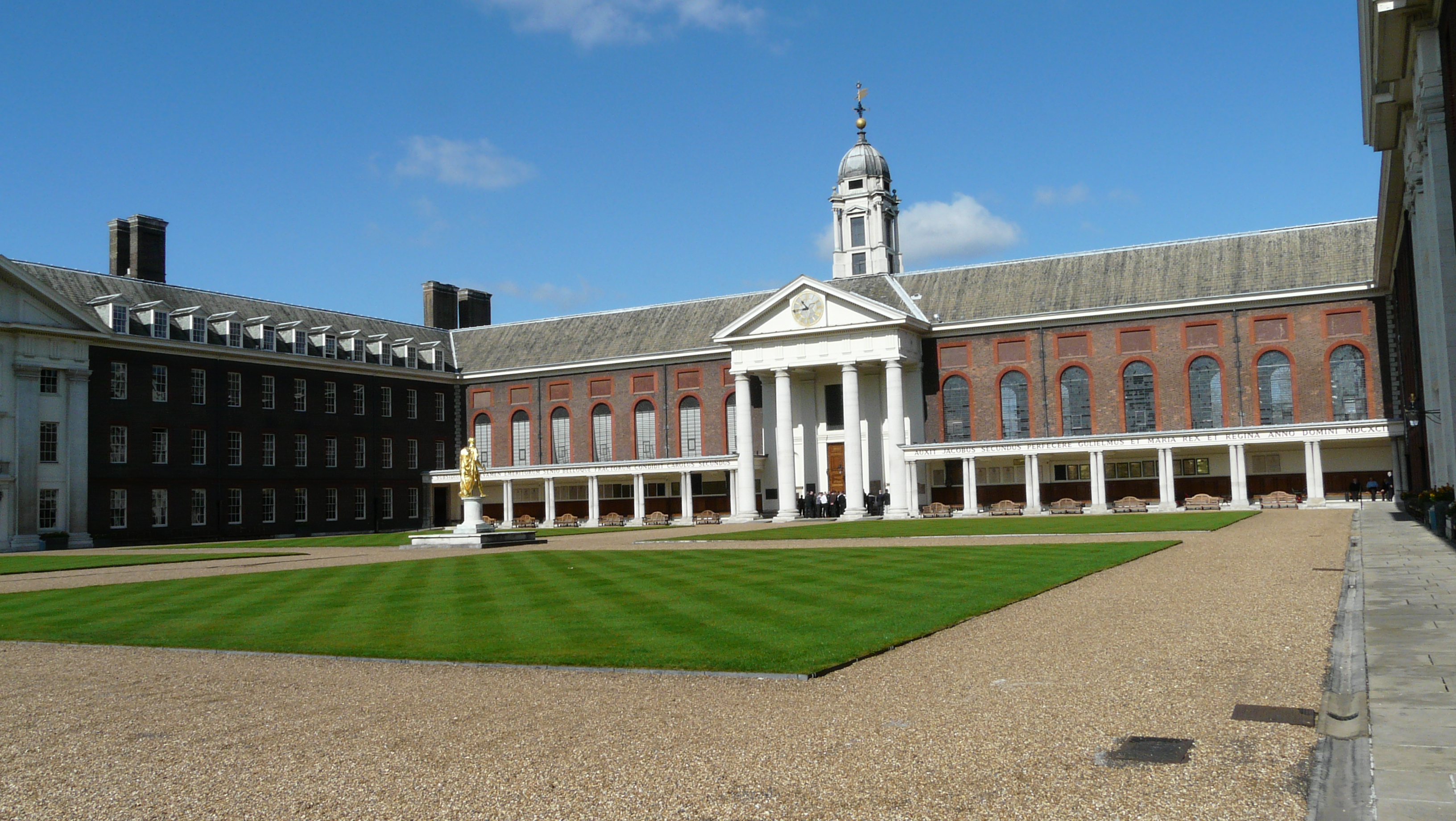
General Sir Richard Ford war von 1983 bis 1987 Gouverneur des Royal Hospital Chelsea, ein Altersheim für ausgediente und kriegsinvalide Soldaten der British Army in London.

Am 29. November 1973 wurde Generalmajor Ford als Nachfolger von Generalmajor Jack Harman Kommandant der Royal Military Academy Sandhurst und hatte diesen Posten bis zum 13. Oktober 1976 inne, woraufhin Generalmajor Philip Ward ihn ablöste. Er selbst wiederum übernahm bei gleichzeitiger Beförderung zum Generalleutnant (Lieutenant-General) am 13. November 1976 von Generalleutnant Sir Patrick Howard-Dobson das Amt als Militärsekretär im Verteidigungsministerium des Vereinigten Königreichs (Military Secretary, Ministry of Defence) und war damit bis zu seiner Ablösung durch Generalleutnant Sir Robin Carnegie am 17. Juli 1978 verantwortlich für die Ernennung, Beförderung, Entsendung und Disziplin hochrangiger Offiziere der britischen Armee. Am 31. Dezember 1976 wurde er als Knight Commander des Order of the Bath (KCB) nobilitiert, wodurch er fortan den Namenszusatz „Sir“ führte.
Robert Ford wurde am 1. September 1978 abermals Nachfolger von General Sir Jack Harman und übernahm von diesem den Posten als Generaladjutant des Heeres (Adjutant-General to the Forces) und war in dieser Verwendung bis zu seiner Ablösung durch General Sir George Cooper am 23. März 1981 verantwortlich für die Entwicklung der Personalpolitik der Armee und die Unterstützung der Angehörigen des Heeres. Am 2. November 1978 wurde er mit Wirkung zum 1. Mai 1978 zum General befördert. Zugleich wurde er am 5. Februar 1980 als Nachfolger von General Sir David Fraser Generaladjutant (Aide-de-camp General) von Königin Elisabeth II. und bekleidete dieses Amt bis zu seiner Ablösung durch General Sir Michael Gow am 7. April 1981, woraufhin er selbst in den Ruhestand (Retired Pay) trat.
Daneben übernahm Sir Robert Ford auch wieder als Nachfolger von General Sir Jack Harman am 14. April 1980 das Ehrenamt als Oberst-Kommandant des Königlichen Panzerkorps (Colonel Commandant, Royal Armoured Corps) und behielt dieses bis zum 1. April 1982, woraufhin General Sir John Wilfred Stanier abgelöst. Außerdem löste er Oberstleutnant Brian Foster Morton Franks am 19. Mai 1980 als Colonel Commandant des Regiments der Spezialeinheit SAS (Special Air Service) ab und behielt dieses Amt bis zum 19. Mai 1985, woraufhin Feldmarschall Sir Edwin Bramall seine Nachfolge antrat. Am 31. Dezember 1980 wurde er des Weiteren zum Knight Grand Cross des Order of the Bath (GCB) ernannt. Ferner übernahm er am 31. Oktober 1983 von Generalleutnant Sir Rollo Pain das Ehrenamt als Colonel seines Stammregiments 4th/7th Royal Dragoon Guards und bekleidete dieses bis zu seiner Ablösung durch Brigadier Robert Baddeley am 1. Januar 1989.
Nach seinem Eintritt in den Ruhestand engagierte er sich zwischen 1981 und 1993 als Mitglied der Kommission der Kriegsgräberkommission des Commonwealth of Nations (Commonwealth War Graves Commission), deren Vize-Vorsitzender er von 1989 bis 1993 war. Er fungierte zudem als Nachfolger von General Sir Antony Read von 1983 bis zu seiner Ablösung durch General Sir Roland Guy 1987 als Gouverneur des Royal Hospital Chelsea, ein Altersheim für ausgediente und kriegsinvalide Soldaten der British Army in London.